# Karl Gatermann der Ältere
Karl Gatermann der Ältere (* 19. Juli 1883 in Mölln/Lauenburg; † 14. Februar 1959 in Ratzeburg, begraben in Mölln) war ein deutscher Maler, Aquarellist, Zeichner und Grafiker. Er war Onkel von Bruno Gatermann und dem gleichnamigen Maler Karl Gatermann d. J., Großonkel von Uwe Gatermann.

## Leben
Mütterlicherseits stammte Gatermann aus der im Lauenburgischen bekannten Musikerfamilie Hack, was seine Musikalität erklärt, denn für Gitarre vertonte er später alle 82 Fredmans Episteln des schwedischen Rokokopoeten Carl Michael Bellman.
Nach Abschluss der Grundschule in Mölln absolvierte er ebendort eine Lehre als Dekorationsmaler. Wanderjahre von 1901 bis 1903 führten ihn nach Dessau, München und durch Hessen, danach studierte er nebenberuflich von 1904 bis 1907 an der Kunstschule Lübeck unter Leo von Lütgendorff. Die finanzielle Unterstützung des Lübecker Arztes und Heimatforschers Rudolf Struck – gemeinsam mit Karl Sager (1885–1915) illustrierte er dessen Bücher Das alte bürgerliche Wohnhaus in Lübeck Bd. I 1908, Bd. II 1913 – ermöglichte ihm ein Studium in München an der Akademie der Bildenden Künste. Dort studierte er von 1907 bis 1914 und wurde Meisterschüler bei Hugo von Habermann. Er war Mitglied der Münchener Künstlervereinigung Sema, die sich von 1911 bis 1913 um den Maler Paul Klee gebildet hatte.
1910 erhielt er für das 2 × 2 m große Ölbild Das Leben (1942 zerstört) den Ersten Preis für Malerei der Stadt München. In den letzten drei Studienjahren hatte er sein eigenes Atelier und 50 RM als Modellgeld je Semester waren eine sehr willkommene Unterstützung. Während des Ersten Weltkrieges begegnete er dem Lyriker Kurt Erich Meurer in Flandern, es entstand das gemeinsame Flandrische Kaleidoskop.
Von 1919 bis 1942 war er freischaffend als Künstler in Lübeck tätig. Er wohnte und arbeitete zunächst in der Beckergrube Nr. 18, ab 1928 in der Breite Str. 53. In Lübeck erfreute er sich bald der Wertschätzung des Museumsdirektors Carl Georg Heise. 1919 wurde er Mitbegründer und zeitweise zweiter Vorsitzender der Vereinigung Lübecker Bildender Künstler. Im Sommer 1922 begleitete er Rudolf von Laban und seine Tanzgruppe in Gleschendorf, es entstand ein ausdrucksvoller Zyklus von Bewegungsstudien. Im Herbst 1922 fand im Lübecker Stadttheater die erste öffentliche Aufführung einer Labanschen Tanzdichtung statt; Der schwingende Tempel nannte sie das von Gatermann gezeichnete Plakat, von dem ein Exemplar im Nachlass von Laban im Tanzarchiv Leipzig unter der Nr. PLK-Laban 29 zu finden ist. 1923 und 1925 erweiterten zwei Reisen durch Italien seine Palette, 1927 brachte ihm eine Hollandreise das Werk Rembrandt van Rijns nahe. In Berlin stellte er 1923 und 1925 in den Galerien von Rudolf Wiltschek seine Aquarelle aus, in Hamburg 1926 im Kunsthaus Heumann. Wiltschek führte mit einer Londoner Galerie einen Kunsttausch Berlin – London durch, so dass seine Aquarelle auch in England gezeigt wurden und die Kritik in der Londoner Times Gatermann als einen der besten deutschen Aquarellisten bezeichnete. Im Frühjahr 1928 stellte er in Berlin im Kunstsalon Paul Cassirer aus, Carl Georg Heise als Kurator beteiligte ihn mit fünf Gemälden an einer Ausstellung Lübecker Künstler in der Hamburger Kunsthalle. Im selben Jahr nahm er in Ascona Kontakt zur Künstlervereinigung Der Große Bär auf und lernte drei Gründungsmitglieder näher kennen, die Maler Otto Niemeyer-Holstein, Ernst Frick und Albert Kohler sowie den Schriftsteller Werner von der Schulenburg.
In der Zeit des Nationalsozialismus war Gatermann obligatorisch Mitglied der Reichskammer der bildenden Künste, und er konnte sich an wichtigen Ausstellungen beteiligen. Dem Nationalsozialismus stand er jedoch ablehnend gegenüber, er war kein Mitglied der NSDAP. Seine Lebensgefährtin Magdalene Hammerich (1896–1984) wurde wegen Kritik an Hitlers Politik denunziert und kam im August 1939 für 9 Monate ins Gefängnis von Bützow in Mecklenburg. 1942 verlor er beim Bombenangriff auf Lübeck seine gesamte Habe. Etwa 100 Ölgemälde und 125 Aquarelle aus allen Schaffensperioden, die er sich quasi als Rente zurückgelegt hatte, wurden vernichtet. Mit seiner Lebensgefährtin zog er nach Ratzeburg zu seiner Schwester Maria Jacobs (1887–1967) in die Kleine Wallstraße Nr. 4. Gatermann war Mitglied im Künstlerbund Schleswig-Holstein. Nach einem Schlaganfall verstarb er am 14. Februar 1959 im Ratzeburger Wilhelm Augusta-Krankenhaus, die Beisetzung der Urne erfolgte auf dem Alten Friedhof Mölln.

## Werk
Die Motive für seine Malerei in Öl und Aquarell sowie für Radierungen fand Gatermann vorwiegend in norddeutschen Landschaften und Städten. Weiterhin sind aber auch neben Stillleben und figürlichen Szenen zahlreiche Porträts bedeutsam, u. a. von Physikerin und Chemikerin Marie Curie (München 1907), Dirigent Wilhelm Furtwängler, Kunsthändler Otto Bernheimer, Kapellmeister Julius Kopsch, Arzt und Heimatforscher Rudolf Struck, Kammersänger Hans-Peter Mainzberg, Dichter Otto Anthes, Theaterschauspieler Ernst Albert oder von seinem Neffen Knabe Bruno. Die Malweise zeigt ihn überwiegend als Spätimpressionisten, jedoch weisen die Werke seiner frühen Lübecker Zeit auf einen Hang zum Expressionismus hin, besonders die aus den 1920er Jahren. Eine direkte Auseinandersetzung mit den zeitgenössischen Kunstströmungen hat er aber nicht gesucht.
Ein großformatiges Bild von Gatermann mit Blick von Südwesten auf Lübeck wurde am 15. März 2003 in der von Susanne Reimann moderierten Sendung Lieb & Teuer des NDR gezeigt. Die Besprechung erfolgte durch Barbara Guarnieri, der damaligen Gemäldeexpertin des Auktionshauses Ketterer in Hamburg und heutigen Leiterin von Sotheby's Deutschland in Köln.

## Freundschaften
Freundschaftliche Verbindungen seit seiner Studienzeit in Lübeck und München unterhielt Gatermann zu den Malern Albert Aereboe, Hans Bunge-Ottensen, Franz Frankl, Anton Kürmaier und Alfred Mahlau, später in Ratzeburg zu dem Bildhauer Karlheinz Goedtke. In der Lübecker Künstlerkneipe Zur Eule schloss er feste Freundschaften u. a. mit dem Schriftsteller Otto Anthes, der Schauspielerin Fita Benkhoff und dem Journalisten und Politiker Julius Leber, einem späteren Opfer des 20. Juli 1944.
Gefördert wurde Gatermann u. a. von Adolf Ludwig Hornemann, dem Direktor der Lübecker Kalksandsteinwerke Friedrich Ewers & Co; dieser finanzierte 1923 seine erste Studienreise nach Italien mit der Auflage, Reiseberichte für die Lübeckischen Anzeigen zu schreiben. Die zweite Reise nach Italien 1925 ermöglichte ihm sein schwedischer Freund, Kapitän und Lübecker Antiquitätenhändler Carl Axel Follin. Eine Studienreise nach Holland erfolgte 1927 auf Einladung des Bremer Baumwollkaufmanns Heinrich Müller-Pearse, der im Ersten Weltkrieg Chef seines Ausbildungsbataillons in Schwerin gewesen war. In seiner Villa Haus Buchenhof in Bremen-St. Magnus, in der Künstler wie Heinrich Vogeler verkehrten, war auch Gatermann zu Gast.

## Ehrung
Eine Ehrung besonderer Art wurde dem Künstler im Jahre 2000 durch seine Geburtsstadt Mölln zuteil, indem sie eine Straße nach Karl Gatermann benannte. Auch seine Grabstätte auf dem Alten Friedhof Mölln ist in die Liste der für Mölln bedeutsamen Gräber aufgenommen worden, u. a. neben denen von Karlheinz Goedtke, Max Ahrens oder Uwe Barschel.

## Werke in Museumsbesitz
- Lübeck, Behnhaus
- Lübeck, St.-Annen-Museum
- Ratzeburg, Kreismuseum Herzogtum Lauenburg
- Mölln, Museum Historisches Rathaus
- Kiel, Historische Landeshalle
- Reutlingen, Städtisches Kunstmuseum Spendhaus Reutlingen
- Wismar, Stadtgeschichtliches Museum der Hansestadt Wismar

## Ausstellungen (unvollständig)

### Einzelausstellungen
- Lübeck: Overbeck-Gesellschaft 1919, 1927, 1953 zum 70. Geburtstag
- Berlin: Kleine Galerie von Rudolf Wiltschek 1923, 1925
- Hamburg: Kunsthaus Karl Heumann 1926
- Lübeck: Museum im St. Annen-Kloster 1928
- Ratzeburg: Kreismuseum Herzogtum Lauenburg 1958 zum 75. Geburtstag, 2005
- Lübeck: Sozialpfarramt Lübeck, Gemeinschaft Lübecker Maler und Bildhauer, 1973 zum 90. Geburtstag
- Lübeck: Bank für Gemeinwirtschaft 1984 zum 100. Geburtstag
- Mölln: Museum Historisches Rathaus 1983 zum 100. Geburtstag, 2009 zum 50. Todestag
- Ratzeburg: 2002 75. Ausstellung der Galerie Mohr im Kaufhaus Mohr

### Beteiligungen
- München: Frühjahrsausstellung der Münchener Secession 1912, 1913
- München: Jahresausstellung im königlichen Glaspalast 1914
- Lübeck: Overbeck-Gesellschaft 1918, 1922, 2018
- Lübeck: Museumskirche St. Katharinen zu Lübeck 1920, 1922, 1926
- Lübeck: Behnhaus 1927, 1933, 1935, 1950, 1973, 1974, 2011, 2014, 2016, 2023
- Berlin: Kunstsalon Paul Cassirer 1928
- Hamburg: Kunsthalle Hamburg 1928
- Hamburg: „Ausstellung Schleswig-Holsteinischer Künstler“, 1938
- München: Große Deutsche Kunstausstellung im Haus der Deutschen Kunst 1938, 1942 (mit zwei Landschaftsbildern)
- Kiel: Kunsthalle zu Kiel 1940, 1952/1953
- Rostock: Städtisches Kunst- und Altertumsmuseum, „Die Kunst der deutschen Stämme. III. Schleswig-Holsteinische Künstler“, 1941
- Berlin: Große Berliner Kunstausstellung in der Nationalgalerie 1942
- Flensburg: Museumsberg 1948
- Lübeck: Museum am Dom (Lübeck) 1963, 1969
- Niebüll: Richard-Haizmann-Museum 2007
- Güstrow: Ernst-Barlach-Stiftung 2008
- Kiel: Schleswig-Holsteinische Landesbibliothek 2009
- Eutin: Ostholstein-Museum 2010
- Toreby/Dänemark: Fuglsang Kunstmuseum 2016

## Schriften (Auswahl)
- Vier Reiseberichte aus Italien. In: Lübeckische Anzeigen.; Romfahrt in Nr. 149 vom 29. März 1923, Ein Lübecker Maler in Rom in Nr. 157, Rom, Florenz, Arezzo, Verona in Nr. 173, Tusculum in Nr. 202.
- Plauderei zu der Ausstellung: 'Alt-Lübecker Dielen' im St.-Annen-Museum. Erzählung in: Lübeckische Blätter Nr. 44, 1928, S. 730 f.
- So geschehen am Pönitzer See. Erzählung mit 3 Zeichnungen am 28. August 1934 in: Beilage Nr. 200 zum Lübecker Volksboten.
- Wandlungen in der Kunst – Lübecker erzählen aus jüngster Vergangenheit. Erzählung mit 2 Zeichnungen am 15. Februar 1936 in: Der Volksbote, 1. Jahrgang Nr. 6, Illustriertes Sonntagsblatt.
- Mein Weg zur Kunst. In: Der Wagen 1954. Ein Lübeckisches Jahrbuch. S. 165–167, 1 Abb.
- Atemlose Jagd durch den Feuersturm. In: Helmut von der Lippe (Hrsg.): Diese Nacht vergesse ich nie. Lübeck Palmarum 1942 – Eine Stadt im Bombenhagel. Lübecker Nachrichten GmbH, Mai 1992. S. 30 f. (Abdruck seiner Schilderung der Ereignisse).